# プロジー
プロジー (PRO-G) は、かつて株式会社ライブドアがソフトウェアを販売する際に使用していたブランドである。

## 歴史
元々は榎本大輔らが創業したプロジーグループ株式会社として設立された独立した会社であったが、2002年に株式会社ライブドア（当時社名：株式会社オン・ザ・エッヂ）の子会社となり、翌年ライブドア（当時社名：エッジ株式会社）へ吸収合併し、会社解散している。
ライブドア製品の多くには発売元としてプロジー株式会社という社名が記載されていたが、この会社はライブドアの子会社で、インターネット接続関連の事業を行っているビットキャットコミュニケーションズ株式会社が社名変更をしたもので、前述のプロジーグループ株式会社とは法人としてはかつてライブドアグループの兄弟会社であったという程度の関係しかない。
ライブドアのプレスリリースによれば、プロジーグループ株式会社の従業員は全てライブドアへ移籍し、実質的な事業を行っているのは全てライブドアであった。
旧プロジーグループ社の発売業を名目上引き継いでいたプロジー株式会社も、ライブドアへ吸収合併され、会社解散している。

## 製品
当時ライブドアではPRO-Gブランドとlivedoorブランドでそれぞれソフトウェアを販売していた。
PRO-Gブランドでの主力製品はSlySoft社が開発しているCD複製ソフト・CloneCDシリーズ、ElaborateBytes社のCloneDVDシリーズ、ドイツのNero社（旧・AheadSoftware社）が開発しているCD/DVDライティングソフトウェア・Neroシリーズなど。
livedoorブランド・ソフトウェアの主力製品はアメリカ合衆国のクアルコム社が開発している電子メールクライアント・Eudora等。
Neroシリーズは2005年12月16日をもって同社の日本法人である株式会社Neroへ販売を移管し、Eudoraの販売権は2006年6月にソニック・ソルーションズへ、CloneCD・CloneDVDはアーティストハウスソリューションズ（現・AHS）へ移管され、ライブドアにおいてソフトウェア製品の取り扱いはなくなった。